# Famille Costa
Pour les articles homonymes, voir Costa.
Cette page explique l’histoire ou répertorie les différents membres de la famille Costa.
La famille Costa est une famille d'artistes italiens de la Renaissance dont les membres sont :
- Lorenzo Costa le Vieux (1460 - 1535),
  - Ippolito Costa (1506 - 1561), son fils,
    - Lorenzo Costa le Jeune (1537 - 1583), le  fils d'Ippolito.